# Férfi szinkron műugrás a 2012. évi nyári olimpiai játékokon
A 2012. évi nyári olimpiai játékokon a műugrás férfi szinkron 3 méteres versenyszámát  augusztus 1-jén rendezték meg az Aquatics Centre-ben.
A kínai Csin Kaj–Lo Jü-tong-páros nagy fölénnyel diadalmaskodott, a második helyen az orosz Ilja Zaharov–Jevgenyij Kuznyecov-kettős végzett, míg a harmadik az amerikai Kristian Ipsen–Troy Dumais-duó lett.

## Versenynaptár
Az időpontok helyi idő szerint, zárójelben magyar idő szerint olvashatóak.
| Dátum                      | Időpont       | Forduló |
| -------------------------- | ------------- | ------- |
| 2012. augusztus 1., szerda | 15:00 (16:00) | Döntő   |

## Eredmény
| # | Ország                 | Név                                   | Pontok |
| - | ---------------------- | ------------------------------------- | ------ |
|   | Kína (CHN)             | Luo Jü-tung / Csin Kaj                | 477,00 |
|   | Oroszország (RUS)      | Ilja Zaharov / Jevgenyij Kuznyecov    | 459,63 |
|   | Egyesült Államok (USA) | Troy Dumais / Kristian Ipsen          | 446,70 |
| 4 | Ukrajna (UKR)          | Olekszij Prihorov / Illja Kvasa       | 434,22 |
| 5 | Nagy-Britannia (GBR)   | Chris Mears / Nicholas Robinson-Baker | 432,60 |
| 6 | Kanada (CAN)           | Alexandre Despatie / Reuben Ross      | 421,83 |
| 7 | Mexikó (MEX)           | Yahel Castillo / Julián Sánchez       | 415,14 |
| 8 | Malajzia (MAS)         | Huang Qiang / Bryan Nickson Lomas     | 405,09 |